# Приисковый (Екатеринбург)
При́исковый — бывший посёлок в составе Чкаловского района города Екатеринбурга в Свердловской области.
9 декабря 2014 года был назначен опрос жителей по вопросу присоединения поселка к городу Екатеринбургу. Протокол опроса был утвержден 10 марта 2015 года.
11 февраля  2016 населённый пункт был упразднён и включён в городскую черту Екатеринбурга.
Расстояние до бывшего центра Шабровского поселкового совета посёлка Шабровский — 6 км, посёлок расположен на одноимённой железнодорожной станции Приисковый(в настоящее время статус станции понижен до блок-поста) Ближайшие посёлки:
Шабровский, Широкая Речка.

## Население
По переписи 2010 года в посёлке проживало 33 человека, в том числе 17 мужчин и 16 женщин. Преобладающая национальность (на 2002 год) — татары (88%), русские (9 %).
Долговременная динамика численности населения:
| н/д | н/д | н/д | н/д | н/д | н/д | н/д | 10 | 33 |